# Lluís Suñé i Molist
Lluís Suñé i Molist (Barcelona, 11 de gener de 1852 – 5 de desembre de 1914) fou un metge otorrinolaringòleg català.

## Biografia
Durant la tercera guerra carlina va exercir com a practicant de la Creu Roja. Es llicencià en medicina a la Universitat de Barcelona el 1874. De 1874 a 1880 exercí com a metge a la Casa de Socorros de Barcelona, on s'hi interessà per l'otorrinolaringologia. En 1890 seria el primer cap del servei d'otorrinolaringologia a l'Hospital del Niño Dios.
El 1886 fundà la Societat Catalana d'Otorinolaringologia i el 1912 l'Asociación Española de Otorrinolaringología. De 1888 a 1891 fou president de l'Acadèmia i Laboratori de Ciències Mèdiques. En 1886 ingressà a la Reial Acadèmia de Medicina de Catalunya, de la que en fou secretari perpetu de 1887 fins 1914.
Va fundar les revistes Gaceta Médica de Cataluña, La Higiene para Todos i Revista de Laringología, Otología y Rinología. També va escriure algunes novel·les de caràcter naturalista en castellà amb el pseudònim d'Emilio Solá. En 1875 va rebre la Medalla d'Or de la Real Academia de Medicina i en 1877 el Premi Garí de la Reial Acadèmia de Medicina. En 1892 fou president honorari del Segon Congrés Internacional de Tuberculosi i de la Junta de Defensa de la classe mèdica. Va morir el 1914 durant una epidèmia de febre tifoide.
Es va casar amb Maria Medan i Codina. Fou pare del també metge Lluís Suñé i Medan.

## Obres
- Misterios del Hospital (novel·la)
- El poder de la voluntad (novel·la)
- Dos amantes (novel·la)
- La otorrea en general y su tratamiento
- Higiene del espíritu
- El hipnotismo en otología
- Consells o aforismes (articles)